# Heparin
Heparine (zu altgriechisch ἧπαρ Hēpar, deutsch ‚Leber‘) sind körpereigene Vielfachzucker (Polysaccharide), die hemmend auf die Gerinnungskaskade wirken und daher auch therapeutisch zur Antikoagulation (Blutgerinnungshemmung) verwendet werden. Chemisch gesehen handelt es sich bei diesen Polyelektrolyten um Glykosaminoglykane, bestehend aus einer variablen Anzahl von Aminozuckern mit einer molaren Masse zwischen 4.000 und 40.000 (Häufigkeitsgipfel etwa 15.000). Natürliche Heparine werden am ergiebigsten aus Dünndarmmukosa vom Schwein extrahiert. Die Gewinnung aus Rinderlungen wird seit der BSE-Epidemie nicht mehr praktiziert. Heparin wird nicht über den Magen-Darm-Trakt aufgenommen und wird deshalb parenteral verabreicht, das heißt, je nach Anwendungsbereich als Spritze oder als kontinuierliche Infusion. Zur äußeren Anwendung werden Heparin-Zubereitungen als Gel oder Salbe zur unterstützenden Behandlung bei akuten Schwellungszuständen nach stumpfen Verletzungen (Blutergüssen) angeboten, obwohl Heparin aufgrund seiner physikochemischen Eigenschaften die Haut nicht nachweisbar durchdringen und daher nicht wirksam resorbiert werden kann.
Die gerinnungshemmende Wirkung beruht darauf, dass im Blut Antithrombin III zirkuliert, ein Proteaseinhibitor, der aktivierte Gerinnungsfaktoren wie Thrombin und Faktor Xa hemmt. Heparin bindet an Antithrombin III, wodurch die Bindung an die Gerinnungsfaktoren etwa tausendfach schneller abläuft.
Heparin wird angewandt zur Prophylaxe sowie Therapie von Thrombosen und um das Gerinnen von Blutproben zu vermeiden.
Die Dosis wird in Internationalen Einheiten (IE) angegeben: Eine Einheit verhindert die Gerinnung von 1 ml citrathaltigem Plasma nach Zugabe von CaCl2 bei 37 °C über eine Stunde.

## Geschichte
Entdeckt wurde Heparin 1916 von Jay McLean, einem Mitarbeiter von William Henry Howell (1860–1945). Nachdem die US-amerikanischen Hämostaseologen William Henry Howell und Luther Emmett Holt Jr. 1918 auf diese gerinnungshemmende Substanz aufmerksam gemacht hatten und sie wegen des Vorkommens vor allem in der Leber (griechisch hepar) „Heparin“ genannt haben, wurde es in den 1920er Jahren von Howell und Charles Best näher untersucht. Howell hatte bereits am 7. April 1917 in einer Harvey Lecture auf die Untersuchungen seines Mitarbeiters McLean hingewiesen, die zur Entdeckung des „antikoagulierenden Proantithrombins“, also des Heparin, geführt hatten. Chemisch entschlüsselt war Heparin 1935 durch Erik Jorpes, der es 1936 in reiner Form darstellen konnte. Die erste therapeutische Anwendung von aus Rinderlunge und Schweinedarm extrahiertem Heparin erfolgte 1937 zur Behandlung der tiefen Beinvenenthrombose durch Clarence Crafoord in Stockholm. Die Markteinführung als Medikament zur Therapie und Prophylaxe von thromboembolischen Erkrankungen erfolgte dann in den 1940er Jahren.
Einen Einschnitt erlebte die Heparinproduktion in den 1990er Jahren. Heparin wurde bis damals, insbesondere in Nordamerika, überwiegend aus dem Gewebe von Rindern gewonnen, das als Nebenprodukt der Fleischindustrie abfiel. Mit der rasanten Ausbreitung von BSE gaben immer mehr Hersteller diese Bezugsquelle auf. In der Folge konzentrierte sich die weltweite Heparinproduktion zusehends in China, wo die Substanz nun über die dort expandierenden Schweinezucht- und schlachtung bezogen wurde. Die Abhängigkeit der medizinischen Versorgung von der Fleischindustrie nahm im Zuge der Covid-19-Pandemie bedrohliche Ausmaße an. 2020 wiesen mehrere Studien die Wirksamkeit von Heparin zur Milderung schwerer Krankheitsverläufe nach, da der gerinnungshemmende Effekt der Bildung von Immunothrombosen entgegenwirkt. Zeitgleich hatte sich die Verfügbarkeit von Heparin auf dem Weltmarkt jedoch verschlechtert, da die neuerlich grassierende Schweinegrippe erhebliche Teile der chinesischen Viehbestände reduziert hatte. Die Situation verschärfte sich zusätzlich dadurch, dass weltweit Massenschlachthöfe selbst zu Corona-Hotspots wurden und zeitweise schließen mussten (wie in Deutschland die Tönnies-Werke). In weniger wohlhabenden Ländern führte die resultierende Heparinknappheit auch abseits der Covid-Behandlung zu einer verschlechterten Gesundheitsversorgung, etwa durch den Ausfall von Herzoperationen.

## Struktur

### Natives Heparin und Depolymerisate
Heparine sind variabel veresterte Glycosaminoglycane, bestehend aus jeweils abwechselnden Folgen von D-Glucosamin und einer Uronsäure (D-Glucuronsäure oder L-Iduronsäure). Viele Monomereinheiten enthalten an Sauerstoff- und Stickstoffatome gebundene Sulfat-Gruppen.
Ab einer Kettenlänge von fünf Monosacchariden (drei D-Glucosamine und zwei Uronsäuren) wirken die Glykosaminoglycane gerinnungshemmend. Den Kettenbausteinen entsprechend besitzen sie viele negative Ladungen, über welche sie auch an Antithrombin III koppeln. Natives Heparin wird auch als unfraktioniertes Heparin (UFH), depolymerisierte Heparine mit mittleren relativen Molmassen unterhalb von 8000 (mit mindestens 80 % unterhalb von 8000) als niedermolekulare Heparine (NMH), englisch Low Molecular Weight Heparine (LMWH) bezeichnet.
Das arzneilich verwendete, unfraktionierte Heparin (auch Standardheparin genannt) weist eine Molmasse von 6000 bis 30.000 Dalton (Da) auf. Durch chemische oder enzymatische Spaltung und Fraktionierung werden niedermolekulare, therapeutisch verwendbare Heparine mit mittleren Molmassen um die 5000 Dalton gewonnen: Certoparin (5400 Da), Dalteparin (6100 Da), Enoxaparin (4500 Da), Parnaparin (5000 Da), Nadroparin (4300 Da), Reviparin (4400 Da) und Tinzaparin (6500 Da).

### Sequenz und Konformation

Struktur der AT-III-bindenden Pentasaccharid-Sequenz in Heparin

AT-III-bindende Pentasaccharid-Sequenz des Heparins in der SNFG-Schreibweise

Das Heparinmolekül ist linear und unverzweigt und verhält sich – anders als die meisten anderen Polysaccharide – in Lösung stabartig. Es enthält als Hauptstrukturelemente zwei Disaccharide: eines bestehend aus N-sulfatiertem Glucosamin (ᴅ-GlcNS) und ʟ-Iduronsäure (ʟ-IdoA) und das andere aus N-acetyliertem Glucosamin (ᴅ-GlcNAc) und ᴅ-Glucuronsäure (ᴅ-GlcA). Insbesondere bei den kommerziellen Heparinen überwiegt der erstgenannte Typ, der größtenteils an den Hydroxyfunktionen am C-2 des Iduronats und am C-6 des Glucosamins sulfatiert ist (2S, 6S);  am häufigsten vertreten ist das trisulfatierte Disaccharid α-ʟ-IdoA2S-(1→4)-α-ᴅ-GlcNS6S. Der Anteil an N-sulfatiertem Glucosamin beträgt ca. 80–90 %. In geringem Ausmaß kommen O-Sulfatgruppen auch am C-3 von GlcNAc vor oder unsubstituerte Aminogruppen.
Als Teilstruktur mit hoher Bindungsaffinität für Antithrombin III (AT III) wurde 1982 die Pentasaccharid-Sequenz α-ᴅ-GlcANAc6S-β-ᴅ-GlcA-α-ᴅ-GlcNS3S6S-α-ʟ-IdoAS2-α-ᴅ-GlcNS6S identifiziert. Die 3-O-Sulfatierung am mittleren Glucosamin hat sich als entscheidend für die gerinnungshemmende Wirkung von Heparin erwiesen.
Die ʟ-Iduronateinheit ist, anders als viele Hexopyranosen, nicht nur in einer Sessel-Form ihres sechsgliedrigen Rings stabil, sondern existiert in einem dynamischen Gleichgewicht verschiedener Ringkonformationen. NMR-spektroskopische Untersuchungen zeigten, dass bei der 2-O-Sulfo-α-ʟ-iduronsäure (ʟ-IdoA2S) die Sesselform 1C4 (chair) und die Twist-Form 2SO (skew boat, „verdrehtes-Boot“) dominieren. Die Sulfat-Substitution der Zuckereinheiten beeinflusst die Gesamtkonformation von Heparin nur mäßig, wirkt sich jedoch beträchtlich auf das Konformationsgleichgewicht der ʟ-Iduronsäure aus. Die Ringbeweglichkeit der ʟ-Iduronsäureeinheit wird als ursächlich für das breite Spektrum an spezifischen Proteinwechselwirkungen von Heparin angesehen.

Konformation der β-ᴅ-Glucuronsäure (β-ᴅ-GlcA)
Konformationsgleichgewicht der 2-O-Sulfo-α-ʟ-iduronsäure (ʟ-IdoA2S)

## Biosynthese
Heparin wird primär nicht im Bindegewebe gebildet, sondern fast nur in Mastzellen und dort gespeichert.

## Wirkungsmechanismus
Sowohl NMH als auch UFH binden Antithrombine, vor allem Antithrombin III (AT III). Der daraus resultierende Komplex wird Sofortinhibitor genannt und beschleunigt die Inaktivierung von aktivierten Gerinnungsfaktoren um das Tausendfache. NMH inaktiviert vornehmlich den Prothrombinasekomplex, bestehend aus aktiviertem Faktor X (Stuart-Prower-Faktor), aktiviertem Faktor V (Proakzelerin), Calciumionen und Phospholipiden. UFH inaktiviert neben dem Prothrombinasekomplex auch den aktivierten Faktor II = Thrombin. Insofern erklärt sich die schneller gerinnungshemmende Wirkung von UFH gegenüber NMH.
Des Weiteren werden die Faktoren IX (Antihämophilie Faktor B bzw. Christmas-Faktor), XI (Rosenthal-Faktor) und XII (Hagemann-Faktor) inaktiviert. Die fibrinolytisch aktive Serinprotease Kallikrein wird außerdem aktiviert. Ein weiterer Wirkmechanismus besteht darin, dass das Polyanion Heparin Ca-Ionen bindet, die Verminderung von Ca-Ionen ist gerinnungshemmend.

## Pharmakokinetik
Heparin wird intravenös, subkutan oder perkutan verabreicht, wobei die Wirksamkeit der perkutanen Verabreichung umstritten ist. Bei subkutaner Gabe von UFH resultiert eine 30%ige Bioverfügbarkeit. Bei intravenöser Applikation kommt es anfangs zu einer schnellen Elimination von 40 % des injizierten UFH (schnell ablaufender Sättigungsprozess aufgrund der vielen negativen Ladungen bindet UFH am Endothel und an Makrophagen sowie an Plasmaproteine) mit einer Halbwertszeit von 5–15 Minuten, welche dann in eine langsamere Elimination mit einer HWZ von 60–90 Minuten mündet (renale Elimination über glomeruläre Filtration und tubuläre Sekretion).
Erst wenn alle Bindungsstellen abgesättigt sind, wird die Dosis-Wirkungs-Beziehung linear und der therapeutisch wirksame Spiegel erreicht. UFH ist nicht plazentagängig und tritt nicht in die Muttermilch ein, es kann somit in der Schwangerschaft und Stillzeit eingesetzt werden.
NMH weisen eine geringere Affinität zu Plasmaproteinen, vaskulären Matrixproteinen, Makrophagen, Thrombozyten und Endothelzellen auf. Daraus erklärt sich eine bessere Bioverfügbarkeit, die längere Eliminationshalbwertszeit und die ausschließlich renale Clearance der NMH. Nach subkutaner Injektion ergibt sich eine 90 % + Bioverfügbarkeit. Bei eingeschränkter Nierenfunktion muss ggf. eine Dosisreduktion erfolgen. NMH ist nicht plazentagängig, ein Übertritt in die Muttermilch ist nicht bekannt.

## Indikationen
UFH ist unter anderem indiziert:

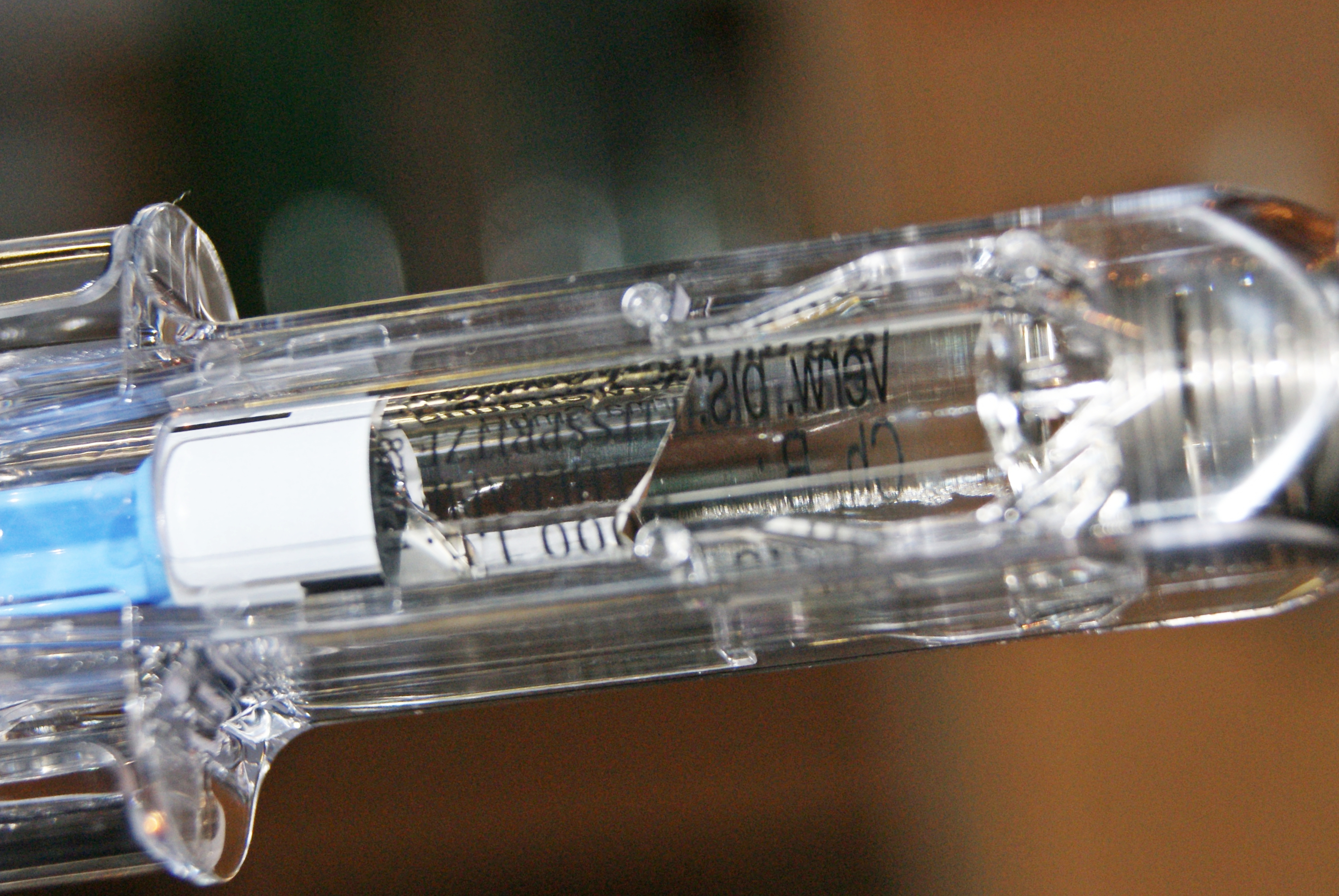
Certoparin-Natrium (Mono-Embolex, 8000 IE), ein niedermolekulares Heparin; 0,8 ml in einer Sicherheitsspritze

- Prophylaxe peri- und postoperativer Thrombosen
- Therapie der tiefen Venenthrombose und der Lungenembolie
- Therapie arterieller Embolien
- Antikoagulans bei extrakorporaler Zirkulation (z. B. Dialyse)
- unter besonderen Gesichtspunkten:
  - zur Therapie der DIC (= disseminierte intravasale Coagulation)
  - zur Begleittherapie der Thrombolyse
  - zur Therapie des akuten Herzinfarktes.

NMH ist unter anderem angezeigt:
- zur peri- und postoperativen Prophylaxe von venösen Thrombosen
- Therapie der tiefen Venenthrombose
- Therapie der nicht massiven (normotensiven) Lungenembolie
- Thromboseprophylaxe bei instabiler Angina Pectoris sowie teilweise beim Akuten Koronarsyndrom
- Antikoagulans bei der Hämodialyse.

Ferner wird Heparin in Form eines sogenannten Heparinblocks zum Offenhalten von Gefäßkathetern verwendet. Die Zuleitung wird dazu mit heparinisierter NaCl-Lösung gespült, so dass darin keine Koagulation stattfinden kann.
In Deutschland besteht für viele NMH noch keine Zulassung für jede dieser Indikationen.

## Gegenanzeigen und Anwendungsbeschränkungen
Nicht angewendet werden dürfen Heparine bei vermuteter oder bestehender Blutungsneigung, Magen-Darm-Geschwüren und drohender Fehlgeburt. Eine kritische Nutzen-Risiko-Analyse und sorgfältige laboranalytische Überwachung des Patienten sind notwendig bei:
- therapieresistente arterielle Hypertonie und hypertensive Retinopathie
- Leber- und Nierenerkrankungen mit eingeschränkter Funktion, akute Pankreatitis
- schwere Stoffwechselerkrankungen wie Diabetes mellitus
- fortgeschrittenes Malignom
- fortgeschrittenes Alter (mit erhöhter Morbidität)
- Überempfindlichkeit oder vorausgegangene HIT II

hochdosiert:
- bestehende oder drohende innere Blutungen
- Punktion an Arterien und parenchymatösen Organen, intramuskuläre Injektionen (<7 Tage)
- frische Operationen (Abhängig von Dauer und Art des Eingriffs)
- bakterielle Endokarditis
- Mitralklappenfehler mit Vorhofflimmern.

Bei rückenmarksnahen Regionalanästhesie-Verfahren (Spinalanästhesie bzw. Periduralanästhesie) sollte unfraktioniertes Heparin (UFH) vier bis sechs Stunden vorher abgesetzt werden und frühestens eine Stunde nach dem Eingriff wieder gegeben werden. Bei NMH-Prophylaxe sollte der Wirkstoff 12 Stunden vorher, bei NMH-Therapie 24 Stunden vorher abgesetzt werden und erst vier Stunden nach dem Eingriff wieder gegeben werden.

## Unerwünschte Wirkungen
Die Hauptnebenwirkung von Heparin sind Blutungen. Das Risiko ist dosisabhängig und steigt mit gleichzeitiger Anwendung anderer die Blutgerinnung hemmender Medikamente. Als Gegenmittel kann Protamin intravenös verabreicht werden. Heparin kann als Nebenwirkung eine Heparin-induzierte Thrombozytopenie auslösen. Dabei kann es durch Antikörper gegen Heparin sowohl zu lebensgefährlichen Blutungen als auch Blutgerinnselbildungen kommen. Eine Behandlung länger als vier Wochen kann eine messbare Verminderung der Knochendichte auslösen. Bis zu 2–3 % der Patienten unter Langzeitbehandlung mit Heparin erleiden osteoporotische Wirbelkörperfrakturen. Ebenso sind reversible Erhöhungen der Transaminasen häufig. Niedermolekulare Heparine weisen eine geringere Häufigkeit dieser Nebenwirkungen auf. Sie haben jedoch gegenüber dem längerkettigen Heparin aufgrund ihrer geringeren Wirkung auf die Deaktivierung von Thrombin einen geringeren therapeutischen Effekt.

## Kontrolle
Damit weder zu viel (Gefahr der Blutung) noch zu wenig (Gefahr der Thrombose) Heparin gegeben wird, sollte bei Patienten mit UFH die PTT (Partial Thromboplastin Time, partielle Thromboplastinzeit) bestimmt werden.
Niedermolekulares Heparin muss normalerweise nicht kontrolliert werden – ein wichtiger Vorteil für den Patienten. Bei Bedarf kann aber die richtige Dosierung durch Messung der Anti-Xa-Aktivität bestimmt werden. Dabei muss die Messung vier Stunden nach der subkutanen Injektion erfolgen, um standardisierte Bedingungen zu schaffen.

## Niedermolekulare Heparine in der Übersicht
Die Tabelle zeigt eine Übersicht charakteristischer Daten für einige therapeutisch genutzte niedermolekulare Heparine im Vergleich zu Standardheparin.

Chemische Struktur einiger niedermolekularer Heparine (dargestellt in der anionischen Form)

| Name               | Mittlere Molmasse (kD) | Sulfatierungsgrad | Verhältnis Anti-Xa- zu Anti-IIa-Aktivität | HWZ (Stunden) |
| ------------------ | ---------------------- | ----------------- | ----------------------------------------- | ------------- |
| Heparin-Natrium    | 6,0 – 30,0             |                   | 1,0 (0,9 – 1,1)                           | 2             |
| Bemiparin-Natrium  | 3,6 (3,0 – 4,2)        | 2                 | 8                                         | 5 – 6         |
| Nadroparin-Calcium | 4,3 (3,6 – 5,0)        | 2,1               | 2,5 – 4,0                                 | 3,5           |
| Enoxaparin-Natrium | 4,5 (3,5 – 5,5)        | 2                 | 3,3 – 5,3                                 | 5 – 7         |
| Parnaparin-Natrium | 5,0 (4,0 – 6,0)        | 2,0 – 2,6         | 1,5 – 3,0                                 | 6             |
| Certoparin-Natrium | 5,0 – 7,0 4,2 – 6,2    | 2 – 2,5           | 2,2                                       | 4,3           |
| Dalteparin-Natrium | 6,0 (5,6 – 6,4)        | 2,0 – 2,5         | 1,9 – 3,3                                 | 4             |
| Tinzaparin-Natrium | 6,5 (5,5 – 7,5)        | 1,8 – 2,5         | 1,5 – 2,5                                 | 3,7           |

## Biotechnologisch gewonnenes Heparin
Vorteile bezg. Qualität und Verfügbarkeit im Vergleich zu denen aus tierischem Gewebe gewonnenen Heparinen erhofft man sich durch biotechnologisch hergestellte Varianten, wie etwa das aus Heparosan gewonnene Mitrin. Der Name Mitrin setzt sich aus MIT (Massachusetts Institute of Technology) und der Endung nach dem ähnlichen Heparin zusammen.

## Fertigarzneimittel
Standardheparin
- zur Injektion: Liquemin (CH)
- zum Einreiben (Monopräparate): Lioton (A, CH), Lyman (CH),  Sportino (D), Thrombareduct (D), Thrombophob (D), Vetren (D, a. H.), zahlreiche Generika (D, A, CH)

Niedermolekulare Heparine
Mono-Embolex (Certoparin), Fragmin P (Dalteparin), Clexane und Lovenox (Enoxaparin), Fraxiparin (Nadroparin), Clivarin (Reviparin), Innohep (Tinzaparin)